# John Bauer (pittore)
John Bauer (Jönköping, 4 giugno 1882 – Vättern, 20 novembre 1918) è stato un pittore e illustratore svedese.

## Biografia
John Bauer nacque a Jönköping il 4 giugno 1882. È famoso per i suoi dipinti di troll e le sue illustrazioni si possono trovare sulle pagine de Bland tomtar och troll ("Tra gnomi e troll"). Ha studiato presso l'Accademia Reale Svedese delle Arti di Stoccolma.

## Galleria d'immagini

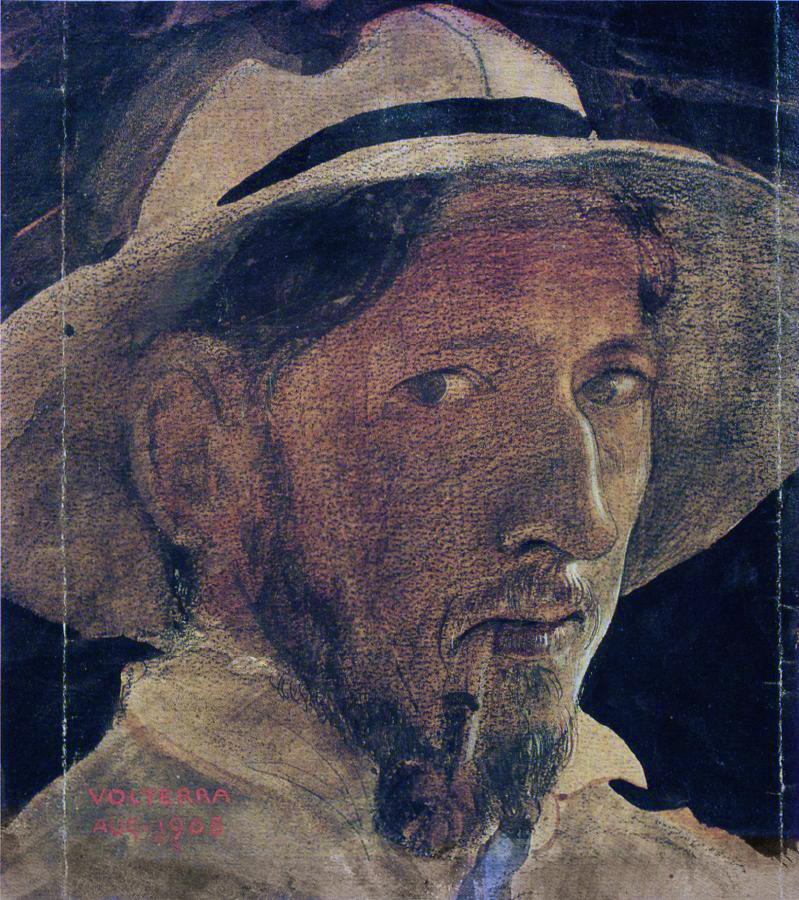
Autoritratto di John Bauer (1908);
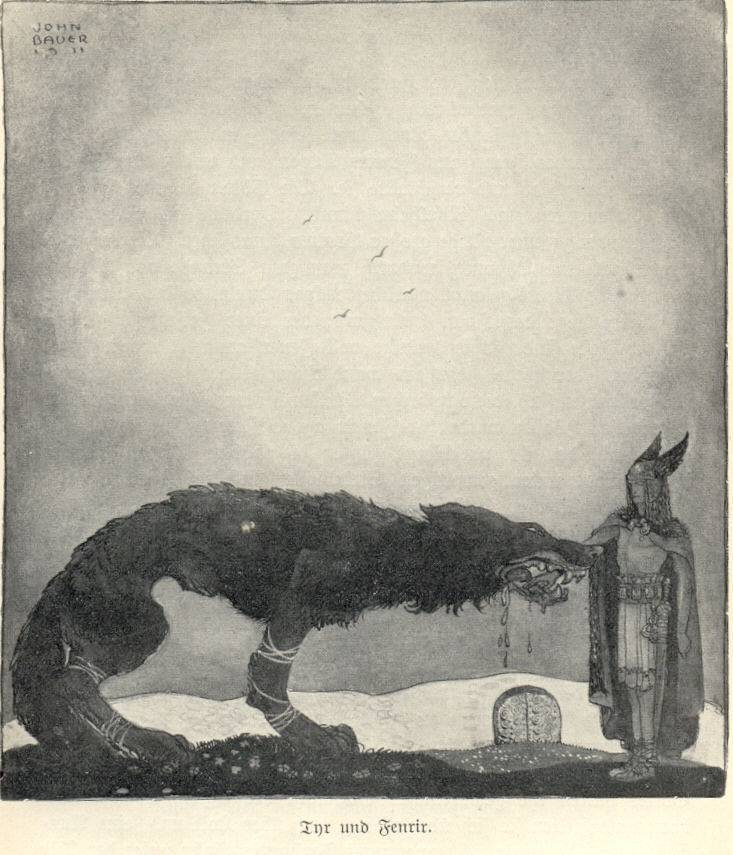
Tyr e Fenrir (1911);
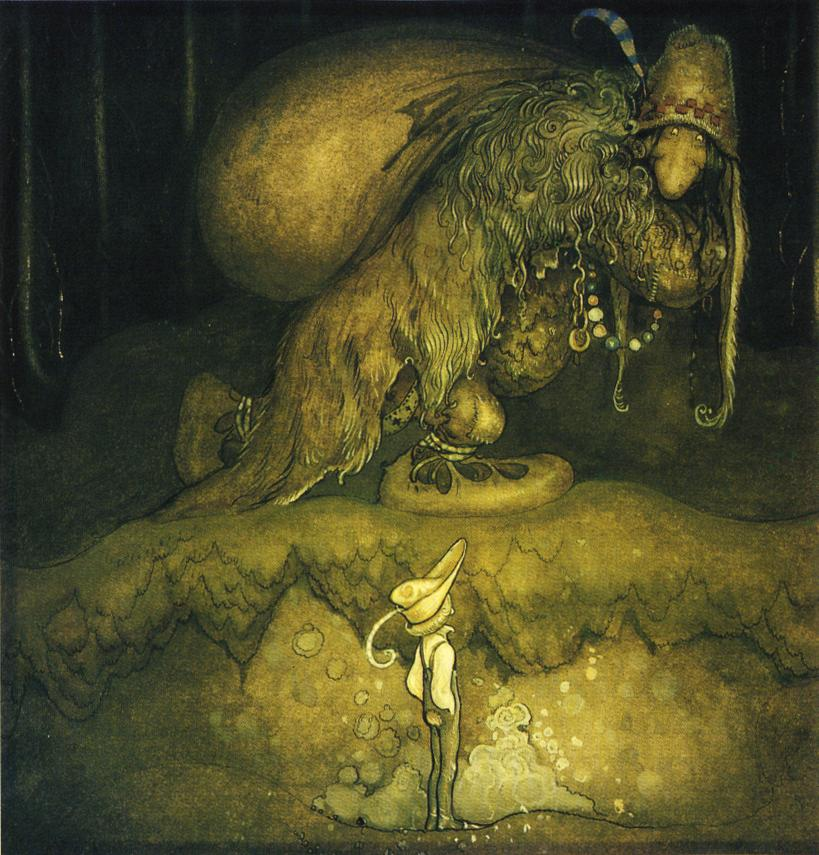
Buona sera, vecchio! Salutò il ragazzo (1915);
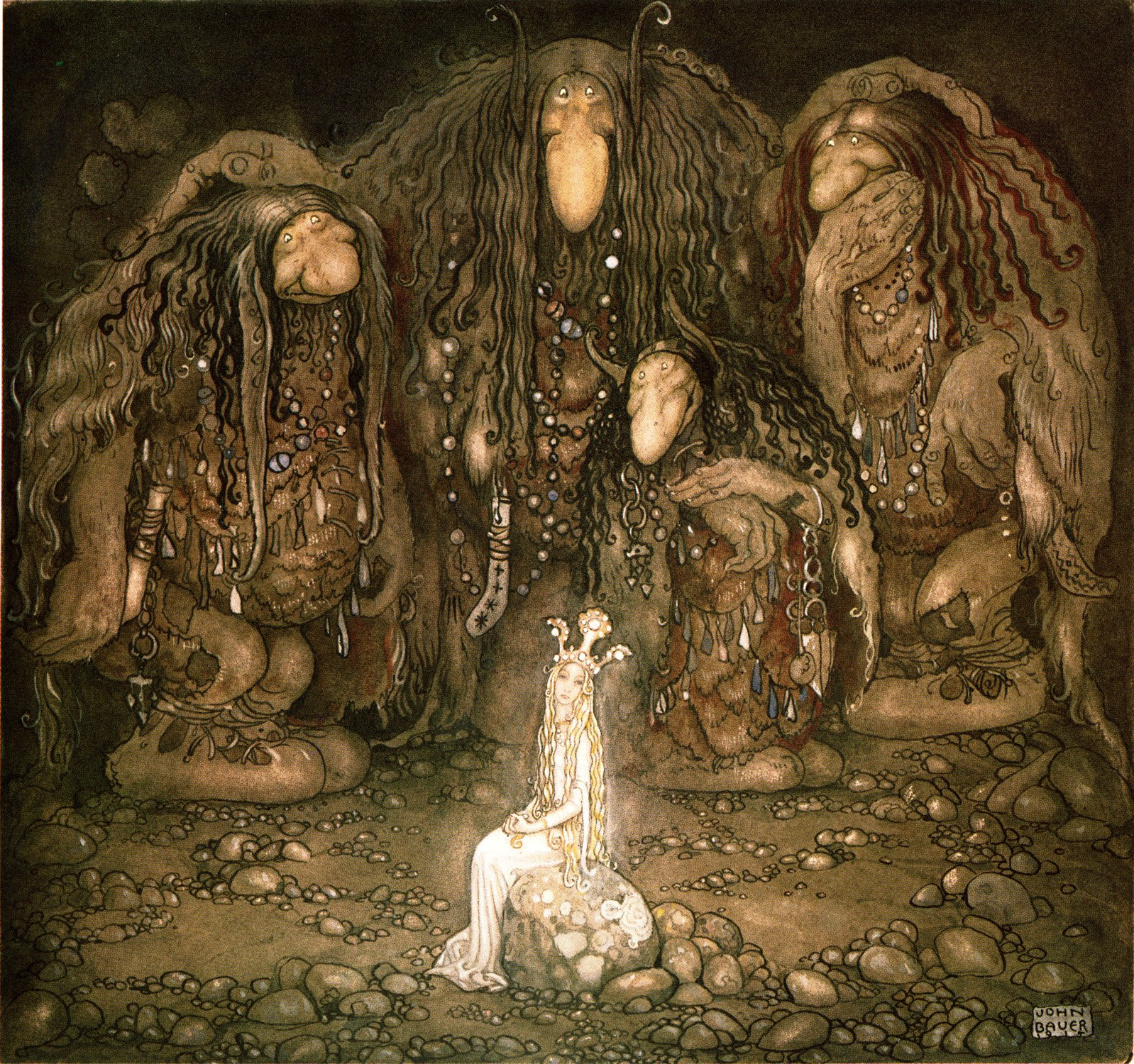
Troll e la principessa.